# Фрэнкс, Оливер
Оливер Фрэнкс, барон Фрэнкс (англ. Oliver Shewell Franks, Baron Franks; 16 февраля 1905 — 15 октября 1992) — британский дипломат.
Фрэнкс участвовал в восстановлении Великобритании после Второй мировой войны. Посвященный в рыцари в 1946 году, он был послом Великобритании в Соединённых Штатах Америки с 1948 по 1952 год, за это время он укрепил отношения между двумя странами. 10 мая 1962 года ему было присвоено пожизненное звание пэра.
Учился в Queen’s колледже Оксфорда. В 1936—46 годах — профессор Университета Глазго.
В 1954—1962 годах возглавлял банк Lloyds.

### Награды
- Командор ордена Британской империи (1942)
- Рыцарь-командор ордена Бани (1946)[4]
- Тайный советник, 1949[5]
- Рыцарь Большого креста ордена Святого Михаила и Святого Георгия (1952)[6]
- пожизненный пэр (барон Фрэнкс; 10 мая 1962 года)
- Член ордена Заслуг (24 октября 1977 года)[7]
- Заместитель лейтенанта в Оксфордшире, 1978[8]